# 扎莫希奇縣

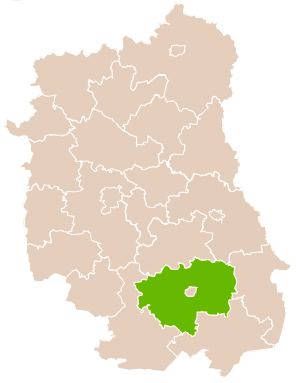

50°43′14″N 23°15′31″E / 50.72056°N 23.25861°E
扎莫希奇縣（波蘭語：Powiat zamojski），是波蘭的縣份，位於該國東部，由盧布林省負責管轄，首府設於扎莫希奇，面積1,872平方公里，2006年人口110,225，人口密度每平方公里59人。